# Calciumdihydrogenphosphat
Calciumdihydrogenphosphat ist ein Calcium-Salz der ortho-Phosphorsäure, gehört zu den Phosphaten und hat die Zusammensetzung Ca(H2PO4)2. Es ist ein farbloses Pulver, das in Wasser mäßig löslich ist. Die Verwendung der Trivialnamen wie Calciumbiphosphat, Monocalciumphosphat oder Monocalciumorthophosphat ist missverständlich.

## Verwendung
Calciumdihydrogenphosphat ist ein Hauptbestandteil in Phosphatdüngemitteln (Superphosphat). Es ist weiterhin in vielen Backpulvern und Futtermittelzusätzen als Säureregulator oder Trennmittel enthalten.
Calciumdihydrogenphosphat ist zusammen mit Calciumhydrogenphosphat und Calciumphosphat in der EU als Lebensmittelzusatzstoff unter der gemeinsamen Nummer E 341 („Calciumphosphate“) für bestimmte Lebensmittel mit jeweils unterschiedlichen Höchstmengenbeschränkungen auch für Öko-Lebensmittel zugelassen. Nach der Zusatzstoff-Zulassungsverordnung sind dies – für die meisten zugelassenen Phosphate weitgehend einheitliche – einzelne Festlegungen für eine breite Palette mit zahlreichen unterschiedlichen Lebensmittelsorten. Die zugelassenen Höchstmengen variieren von 0,5 bis hin zu 50 Gramm pro Kilogramm (in Getränkeweißer für Automaten) oder auch dem Fehlen einer festen Beschränkung (quantum satis – nach Bedarf, bei Nahrungsergänzungsmitteln und teils bei Kaugummis).
Phosphor steht im Verdacht Hyperaktivität, allergische Reaktionen und Osteoporose auszulösen.
Es wurde eine erlaubte Tagesdosis von 70 Milligramm pro Kilogramm Körpergewicht für die Gesamtmenge aufgenommener Phosphorsäure und Phosphate festgelegt.